# Giovanni Battista Sidotti
Giovanni Battista Sidoti (Palermo, 22 agosto 1667 – Tokyo, 27 novembre 1714) è stato un missionario italiano.

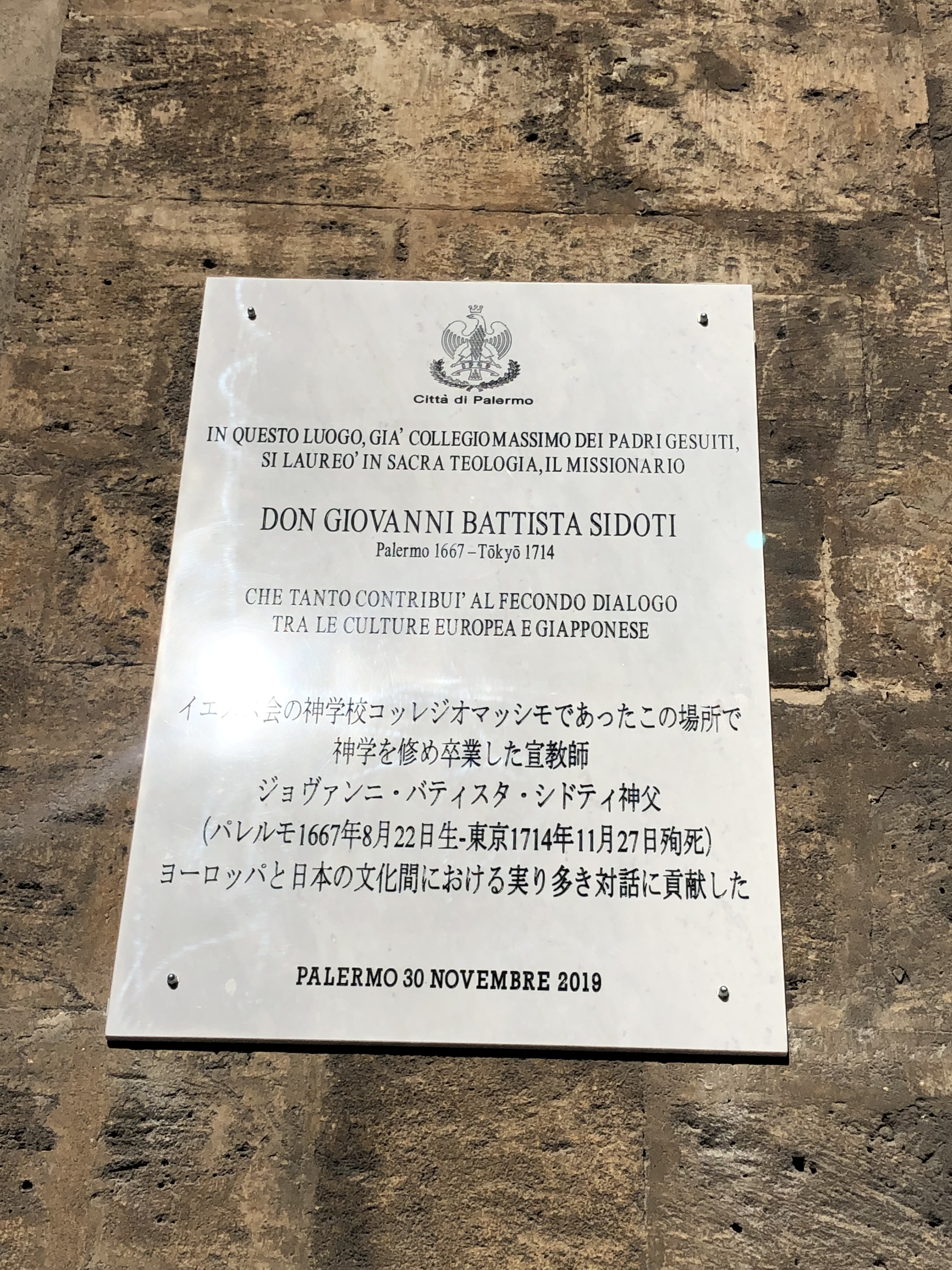
Targa commemorativa a Palermo

Durante il periodo Edo entrò illegalmente in Giappone per predicare il Cristianesimo, fu arrestato e tenuto in cella fino alla sua morte.
Un importante studioso e politico dell'epoca, Arai Hakuseki, pubblicò una delle sue opere più note, il Seiyō Kibun, sulla base delle conversazioni avute con Sidotti.

## Biografia
Sidoti nacque in Sicilia nel 1667; avendo udito voci sul martirio di missionari in Giappone, che aveva all'epoca adottato il sakoku chiudendo le sue frontiere alle influenze occidentali, si risolse a recarvisi. Dopo aver ottenuto il permesso da Papa Clemente XI, giunse a Manila, dove però non trovò alcuna nave disposta ad accompagnarlo nell'isola; riuscì nel suo intento solo nell'agosto 1708, quando sbarcò a Yakushima, travestito da samurai, a dispetto del fatto che i suoi tratti somatici lo tradivano immediatamente: fu arrestato e portato a Nagasaki, per essere poi, nell'anno seguente, condotto a Edo dove fu interrogato dal politico e studioso confuciano Arai Hakuseki.
Hakuseki fu impressionato dalla cultura e dall'abilità dialettica di Sidoti, e sviluppò una grande stima nei suoi riguardi; Sidoti fu altrettanto intrigato dal dibattito e il dialogo tra i due divenne sempre più aperto, conducendo per la prima volta dopo un secolo di sakoku ad un confronto serrato tra due liberi pensatori appartenenti a due culture lontane e diverse. Tra le altre cose, Sidotti riuscì a spiegare a Hakuseki che, contrariamente a quanto i giapponesi credevano all'epoca, i missionari occidentali non erano l'avanguardia degli eserciti dei rispettivi paesi. Perciò, abbandonando la pratica consueta della tortura al fine di fargli rinnegare la sua fede, Arai consigliò ai suoi superiori di seguire la seguente strategia nei rapporti con gli stranieri: tentare prima di isolarli, se ciò non avesse effetto imprigionarli e infine lasciare la condanna capitale come soluzione estrema.
La raccomandazione di Hakuseki non aveva precedenti nella storia del Paese: alla fine, il governo scelse di imprigionare Sidoti, inviandolo al Kirishitan Yashiki (キリシタン屋敷?, "Casa dei Cristiani") a Myōgadani (odierna Kohinata, Bunkyō, Tokyo), costruito nel 1646 per ospitare i missionari arrestati ma fino a quel momento mai utilizzata, sia per il sakoku sia per il divieto di indottrinamento, entrambi i quali conducevano generalmente a una condanna capitale.
Impossibilitato a predicare nel Yashiki, Sidoti fu anche esentato dalla tortura; inoltre gli fu concesso un trattamento speciale, simile agli arresti domiciliari, noto come go-nin fuchi (五人扶持?, "5 razioni di cibo"). I suoi guardiani nel Yashiki erano un'anziana coppia di nome Chōsuke e Haru, due ex-cristiani che avevano rinnegato la fede; sorpreso a predicare ad essi, fu trasferito in una cella sotterranea della residenza, dove morì nel 1714.
Arai Hakuseki utilizzò le conoscenze acquisite nei suoi colloqui con Sidoti per scrivere il "Seiyō Kibun", pubblicato postumo, e il "Sairan Igen". Un'immagine appartenente al frate, detta oyayubi no seibozō (親指の聖母像?, "Immagine della Vergine della dimensione di un pollice") fu considerata un importante cimelio culturale ed è oggi ospitata nel Museo nazionale del Parco di Ueno.
Nel luglio 2014 i suoi resti sono stati trovati e identificati proprio nell'area ove Sidotti venne tenuto prigioniero.